# Valerio Mengarini
Valerio Mengarini (Roma, 20 luglio 1894 – Salcano, 27 agosto 1917) è stato un militare e atleta italiano.

## Biografia
Valerio Mengarini, figlio di una famiglia dell'alta borghesia romana in gioventù fu un atleta podista di mezzofondo e calciatore della Società Sportiva Lazio.
Si era fatto già notare, come sportivo, quando studiava nel liceo romano Torquato Tasso. Fu un polisportivo completo, si dedicò al lancio del disco. Fu anche ottimo nuotatore del Circolo Canottieri Aniene.
Mentre era iscritto al corso di Ingegneria civile, allo scoppio della grande guerra fu volontario e arruolato nei reparti di artiglieria campale, dove servì per oltre due anni. Promosso tenente per meriti di guerra nell'agosto del 1916.
Ferito mortalmente in combattimento a Salcano, perì nell’ambulanza chirurgica e fu decorato con la medaglia d'argento. A Roma, fino ad alcuni anni or sono il campo di calcio ubicato in Via Lanciani era a lui intitolato, mentre la targa dedicata al Liceo Tasso di Roma ai propri ex alunni famosi, riporta il suo nome. Ed è riportato con evidenza su una lapide che ricorda gli studenti di ingegneria caduti nella grande guerra posta all’ingresso della facoltà a S. Pietro in Vincoli in Roma.
Il 27 settembre 1917 Il Messaggero usci con un trafiletto sulla sua morte accostando la disgrazia agli altri caduti del Canottieri Aniene tra i quali Florio Marsili anch'egli atleta delle due società romane.
La facoltà di Ingegneria gli conferì la laurea in Ingegneria Civile post mortem al termine del conflitto bellico.